# Yu-Gi-Oh! La película: Pirámide de la luz
Yu-Gi-Oh! La película: Pyramid of Light, posteriormente lanzada en Japón como Yu-Gi-Oh! Duel Monsters: Pyramid of Light (遊戯王デュエルモンスターズ 光のピラミッド Yūgiō Dyueru Monsutāzu Hikari no Piramiddo?, tdl. ‘Game King Duel Monsters:¡Light Pyramid'), o simplemente Yu-Gi-Oh! The Movie, es una película aventura y película de fantasía producida por 4Kids Entertainment basada en el manga y anime japonés Yu-Gi-Oh! Está protagonizada por el reparto de la serie de televisión Yu-Gi-Oh! en una nueva aventura que tiene lugar entre las temporadas tres y cuatro de la serie.
La película fue estrenada en los cines de Estados Unidos por Warner Bros. Pictures bajo su sello Warner Bros. Family Entertainment el 13 de agosto de 2004, y fue lanzada en DVD y VHS el 16 de noviembre de 2004. La película fue estrenada en cines en Japón por Toho el 3 de noviembre de 2004, y emitida en TV Tokyo el 2 de enero de 2005. Una versión remasterizada de la película fue estrenada en cines por Konami Cross Media NY y 4K Media Inc. en 2018 los días 11 y 12 de marzo en Estados Unidos, 25, 28 y 29 de abril en Canadá y el 13 de junio en el Reino Unido, y fue lanzada en Blu-ray por Konami Cross Media NY y Cinedigm el 8 de octubre de 2019.  La película fue un fracaso comercial y de crítica.

## Trama
Hace cinco mil años, el heroico faraón Atem encarceló a Anubis, el señor egipcio de los muertos, después de que intentara destruir el mundo convenciendo a los reyes para que jugaran a los misteriosos Juegos de las Sombras. En el presente, la tumba de Anubis es descubierta por los arqueólogos, asombrados con su tesoro más fuerte y valioso: la Pirámide de la Luz. Al mismo tiempo, Yugi Mutō completa el Rompecabezas del Milenio que contiene el alma de Atem, liberando a decenas de monstruos y convierte a Yugi en el huésped del espíritu de un heroico faraón llamado Atem bajo su control, con el alias de Yami Yugi, y destierra a los monstruos de vuelta al reino de las sombras y una devastadora fuerza espiritual se desata de la reliquia y libera al hechicero egipcio. Anubis, ahora libre, pretende concluir su plan.
Tres años después, las finales de Ciudad Batallas han concluido recientemente, y Yugi ha alcanzado fama internacional al derrotar a su archirrival Seto Kaiba y obtener las tres Cartas de Dios egipcios: Slifer el Dragón del Cielo, Obelisco el Atormentador, y el Dragón Alado de Ra. Kaiba, decidido a derrotar a Yugi de una vez por todas, acude a Maximillion Pegasus, el creador del juego de cartas de duelo de Monstruos, para obtener nuevas cartas diseñadas para derrotar a las todopoderosas Cartas De dios egipcio. Pegasus le dice a Kaiba que tiene una carta que está buscando, pero que sólo se la dará si consigue vencerle en un duelo. Kaiba derrota a Pegasus y reclama dos cartas, una de las cuales fue colocada en secreto por Anubis.
Mientras tanto, Yugi y Téa Gardner van al museo local donde se expone el cadáver de Anubis y la Pirámide de la Luz. Se encuentran con el abuelo de Yugi, Salomón, que lee una profecía premonitoria:
"El ojo que ve lo que está por venir
"Su visión se cumplirá
A menos que sea cegado por eventos predeterminados
Así la luz y las sombras serán asesinadas
Es entonces cuando el vengativamente oscuro espíritu de Anubis ataca al grupo, teniendo Yugi una visión del propio Anubis manipulando a Kaiba y siendo Yami Yugi herido en un Juego de Sombras. Al despertar, se encuentra con que el cuerpo de Anubis y la Pirámide de la Luz han desaparecido. Llega Mokuba, el hermano pequeño de Kaiba, y Yugi es llevado a la Cúpula de Duelo de Kaiba con sus amigos Joey Wheeler y Tristan Taylor en su persecución. Kaiba obliga a Yami Yugi a batirse en duelo, sin saber que Anubis le está manipulando para que use una de las dos nuevas cartas, Pirámide de Luz, que cubre el campo en una enorme réplica de la pirámide real y destruye las Cartas de Dios. Yugi, Joey y Tristan son absorbidos por la pirámide mientras Mokuba huye del edificio en ruinas.
Yugi, Joey y Tristan despiertan dentro del Rompecabezas del Milenio, encontrando dentro la tumba de Anubis. Anubis revela que sus monstruos destruirán el mundo moderno. Yami Yugi y Kaiba continúan su duelo, cada golpe a sus puntos de vida en el juego drena su energía física. Para colmo de males, el Virus de destrucción de mazo de Kaiba envía más de la mitad del mazo de Yami al cementerio, dejándole sin apenas cartas, y los ataques de su Dragón definitivo de ojos azules y su Dragón brillante de ojos azules (su segunda carta nueva), ambos con 4500 puntos de ataque, reducen los puntos de vida de Yami a 200. Pegaso se da cuenta de lo que está pasando y llega en helicóptero para rescatar a Téa, Solomon y Mokuba. Téa envía su alma al Rompecabezas del Milenio para ayudar a Yugi, Joey y Tristán. Yugi encuentra la Daga del Destino en la tumba de Anubis y la utiliza para destruir el ojo que todo lo ve, tal y como predijo la profecía.
Cuando Kaiba se desvía del plan de Anubis e intenta destruir la Pirámide de la Luz, Anubis se materializa, echa a Kaiba a un lado y toma el mando del duelo. Yami, reunido con Yugi, destruye la carta de la Pirámide de la Luz con el Dragón Brillante de Ojos Azules y luego utiliza la estrategia planeada por Kaiba para invocar las Cartas Divinas y poner fin al duelo destruyendo a Anubis.
Sin embargo, Anubis se transforma en un monstruo y permite que cualquier monstruo se convierta en real al ser invocado. Esto resulta ser su perdición cuando Yugi y Yami invocan al Dragón Brillante de Ojos Azules para derrotar a Anubis, destruyéndolo finalmente para siempre. Un Kaiba herido se marcha con Mokuba, con la promesa de derrotar a Yugi la próxima vez que se encuentren. Yugi da las gracias al espíritu de Yami y a sus tres mejores amigos por su fuerte y duradera amistad, que, según afirma, le convierte en un verdadero vencedor.

## Reparto
| Personaje           | Actor de voz (Japonés)         | Actor de voz (Inglés) |
| ------------------- | ------------------------------ | --------------------- |
| Yugi Mutō/Yami Yugi | Shunsuke Kazama (Johnny's Jr.) | Dan Green             |
| Seto Kaiba          | Kenjiro Tsuda                  | Eric Stuart           |
| Anubis              | Kōji Ishii                     | Scott Rayow           |
| Joey Wheeler        | Hiroki Takahashi               | Wayne Grayson         |
| Tristan Taylor      | Hidehiro Kikuchi               | Greg Abbey            |
| Téa Gardner         | Maki Saitou                    | Amy Birnbaum          |
| Mokuba Kaiba        | Junko Takeuchi                 | Tara Sands/Tara Jayne |
| Solomon Mutō        | Tadashi Miyazawa               | Maddie Blaustein      |
| Maximillion Pegasus | Jiro J. Takasugi               | Darren Dunstan        |

## Banda sonora
Yu-Gi-Oh! The Movie Soundtrack es el álbum de banda sonora que acompaña la película. Cuenta con canciones de varios artistas Internacionales (entre los que destaca The Black Eyed Peas, que contribuyó con la canción "For the People") de la versión inglesa. Salió a la venta el 10 de agosto de 2004 bajo el sello discográfico RCA en CD y Casete. El Score de la película nunca se publicó.

## Lista de Canciones
| N.º   | Título                | Performer(s)                 | Duración |  |
| 1.    | «You're Not Me»       | Marty Bags                   | 3:16     |  |
| 2.    | «For the People»      | The Black Eyed Peas          | 4:01     |  |
| 3.    | «One Card Short»      | James Chatton                | 3:50     |  |
| 4.    | «Step Up»             | Jean Rodríguez               | 3:53     |  |
| 5.    | «Shadow Games»        | Trixie Reiss                 | 3:32     |  |
| 6.    | «It's Over»           | Fatty Koo                    | 3:49     |  |
| 7.    | «Blind Ambition»      | The Deleted                  | 3:18     |  |
| 8.    | «The Great Pretender» | The Jon Frederik Band        | 3:14     |  |
| 9.    | «How Much Longer»     | Jen Scaturro                 | 3:12     |  |
| 10.   | «U Better Fear Me»    | The Deleted                  | 4:17     |  |
| 11.   | «Power Within»        | Dan Metreyeon                | 3:09     |  |
| 12.   | «Believe In»          | Skwib                        | 3:07     |  |
| 13.   | «Yu-Gi-Oh! Theme»     | Paul "DJ White Shadow" Blair | 2:07     |  |
| 44:46 |                       |                              |          |  |

## Producción
En julio de 2003, se anunció que Warner Bros. había adquirido los derechos de distribución de la película Yu-Gi-Oh!, por aquel entonces sin título (excluyendo los territorios asiáticos), con la esperanza de igualar el éxito anterior con la distribución de las tres primeras películas de Pokémon. 
La versión en inglés de la película conserva la mayoría de los cambios regionales introducidos en la serie de televisión, como el uso de diferentes nombres de personajes (por ejemplo, el personaje conocido en Japón como "Anzu Mazaki" se llama "Téa Gardner" en otros mercados). A diferencia de la serie regular, las cartas coleccionables que aparecen en la película son idénticas a sus homólogas del juego Yu-Gi-Oh! Trading Card Game; la serie en inglés normalmente las edita para alterar su apariencia.
La versión de la película estrenada en Japón incluía trece minutos de animación adicional. Utiliza los nombres originales de los personajes, así como la banda sonora y los efectos de sonido originales de la versión japonesa de la serie de televisión. Además, en la versión japonesa se utiliza un tema final diferente, la canción Fire de la banda de groove metal BLAZE.

## Promoción
Los asistentes al estreno obtuvieron dos de las cuatro cartas gratuitas de Yu-Gi-Oh! Trading Card Game (Pirámide de la Luz, Hechicero de la Magia Oscura, Watapon y Dragón Brillante de Ojos Azules) cuando los espectadores compraban entradas para la película.

### Novelización
En 2004 se publicó una novela de la película, escrita por Junki Takegami. La novela se divide en un prólogo, 5 capítulos y un epílogo. Es prácticamente idéntica en cuanto al argumento, salvo por algunos cambios menores, como la explicación de que Akhenaden creó la Pirámide de la Luz para su hijo Seto como una recreación fallida del Rompecabezas del Milenio, y una exposición extra, como la entrega de listas de mazos detalladas para cada personaje. La novela nunca se publicó ni se tradujo al inglés, y ahora es rara, ya que está descatalogada.

## Lanzamiento

### Medios domésticos
La película salió a la venta en DVD y VHS el 16 de noviembre de 2004.
La película debutó en formato Blu-ray por primera vez en Estados Unidos el 8 de octubre de 2019.

### Taquilla
Yu-Gi-Oh! - La película: Pyramid of Light se estrenó en 2.411 pantallas de Estados Unidos y obtuvo una media por pantalla de cine de 3.934 dólares. Al final del fin de semana, recaudó 9.485.494 dólares y se situó en el nº 4 del Top 10 de taquilla, por detrás de Collateral, The Princess Diaries 2: Royal Engagement, y Alien vs. Predator, que se estrenó el mismo día y se hizo con el puesto nº 1. Actualmente es la película de animación japonesa número 3 en la taquilla estadounidense, tras Pokémon: La primera película y Pokémon: La película 2000. La película recaudó 19.765.868 dólares en Estados Unidos y Canadá, con sólo 29.170.410 dólares en todo el mundo, convirtiéndola en una bomba de taquilla en comparación con el éxito de las tres primeras películas de Pokémon dobladas por la misma compañía.

## Recepción Crítica
La película tuvo una mala acogida por parte de la crítica. La crítica la comparó con las películas de Pokémon en el sentido de que sólo era apropiada para los fans de la franquicia. Rotten Tomatoes situó la película en el puesto 68 de las "100 películas peor valoradas de la década de 2000", con una puntuación del 5%, basada en 66 críticas, mientras que el consenso reza: "¿No ves la serie de televisión ni juegas al juego de cartas? Entonces esta película no es para ti" La película fue la cinta de animación peor valorada en Metacritic hasta que fue superada por The Emoji Movie de 2017, con una media de 15 sobre 100, lo que significa "aversión abrumadora", basada en 18 críticas. En Rotten Tomatoes, es la segunda película de animación peor valorada de la década de 2000, por detrás de Felices para siempre. En una reseña retrospectiva para Radio Times Guide to Films, la crítica de cine Lucy Barrick otorgó a la película dos estrellas de cinco, describiendo la narrativa como "en gran parte incomprensible" y la animación como "deficiente".

### Reestreno de Fathom Events
El 1 de febrero de 2018, fue anunciado por Fathom Events, Konami Cross Media NY y 4K Media Inc. que la película tendría un reestreno remasterizada en 800 cines estadounidenses hasta el 11 y 12 de marzo.
En octubre de 2018, se mostró un tráiler del avance de Remasters para el anime actual de Yu-Gi-Oh, Yu-Gi-Oh! VRAINS, junto a la película, cuyo lanzamiento en Blu-ray, fue el 8 de octubre de 2018.